# Genoveva Torres Morales
Genoveva Torres Morales (Almenara, 30 gennaio 1870 – Saragozza, 5 gennaio 1956) è stata una religiosa spagnola, fondatrice della congregazione delle Suore del Sacro Cuore di Gesù e dei Santi Angeli. Beatificata nel 1995, è stata proclamata santa da papa Giovanni Paolo II nel 2002.
La sua memoria ricorre il 5 gennaio.

## Biografia

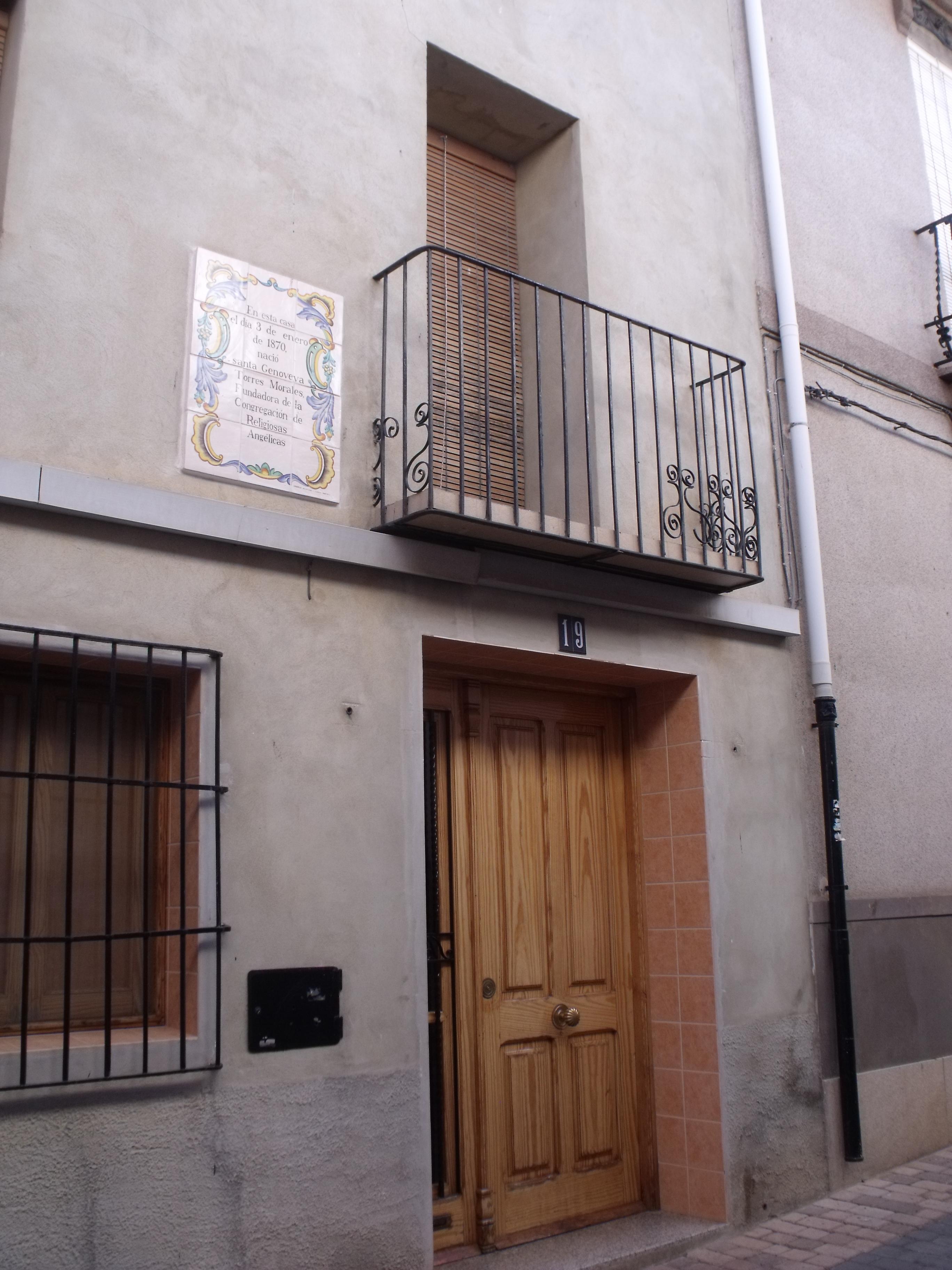
Casa natale ad Almenara